# Lehmstraße (Tallinn)

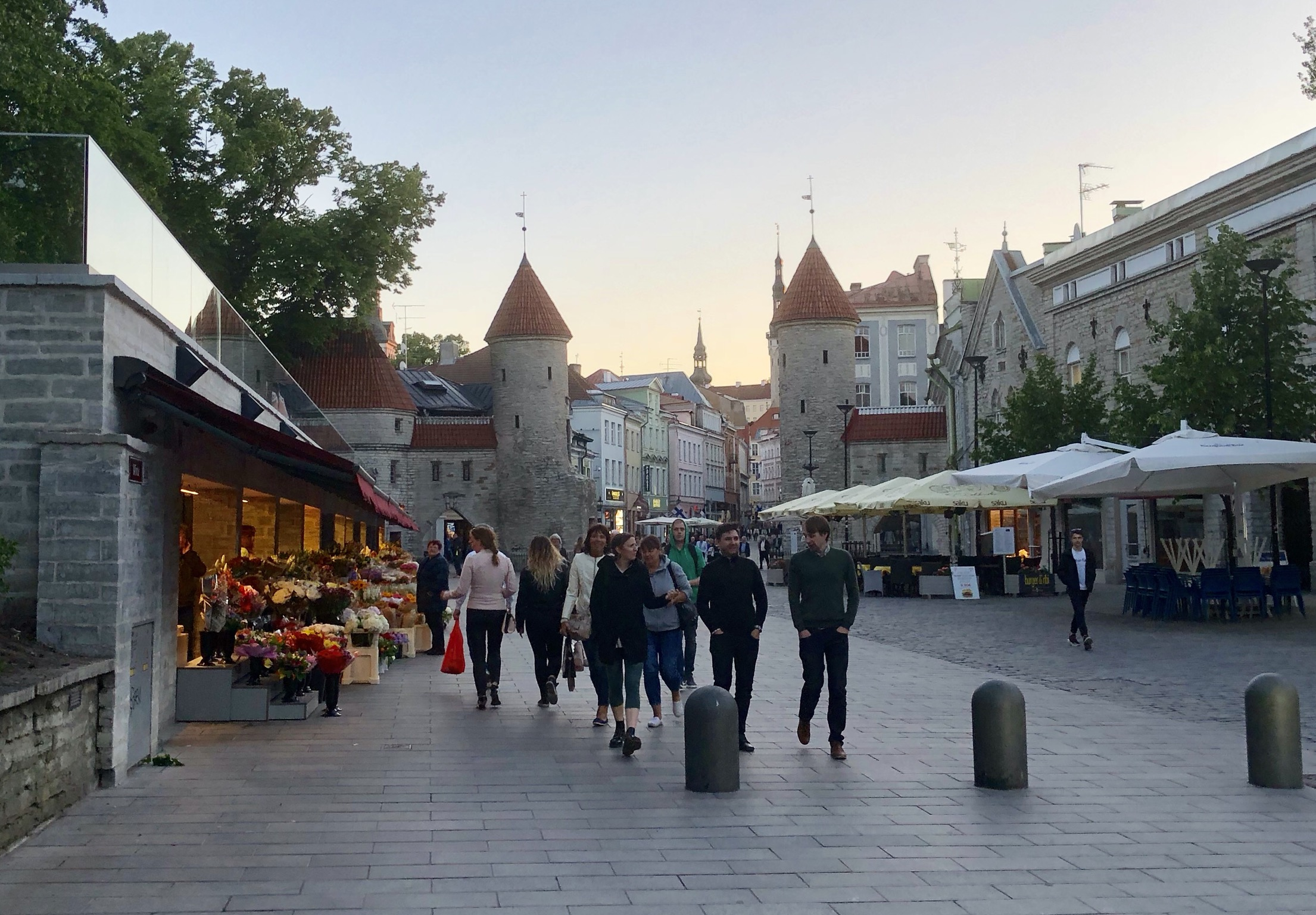
Blick durch die Lehmstraße in westlicher Richtung, im Hintergrund die Lehmpforte

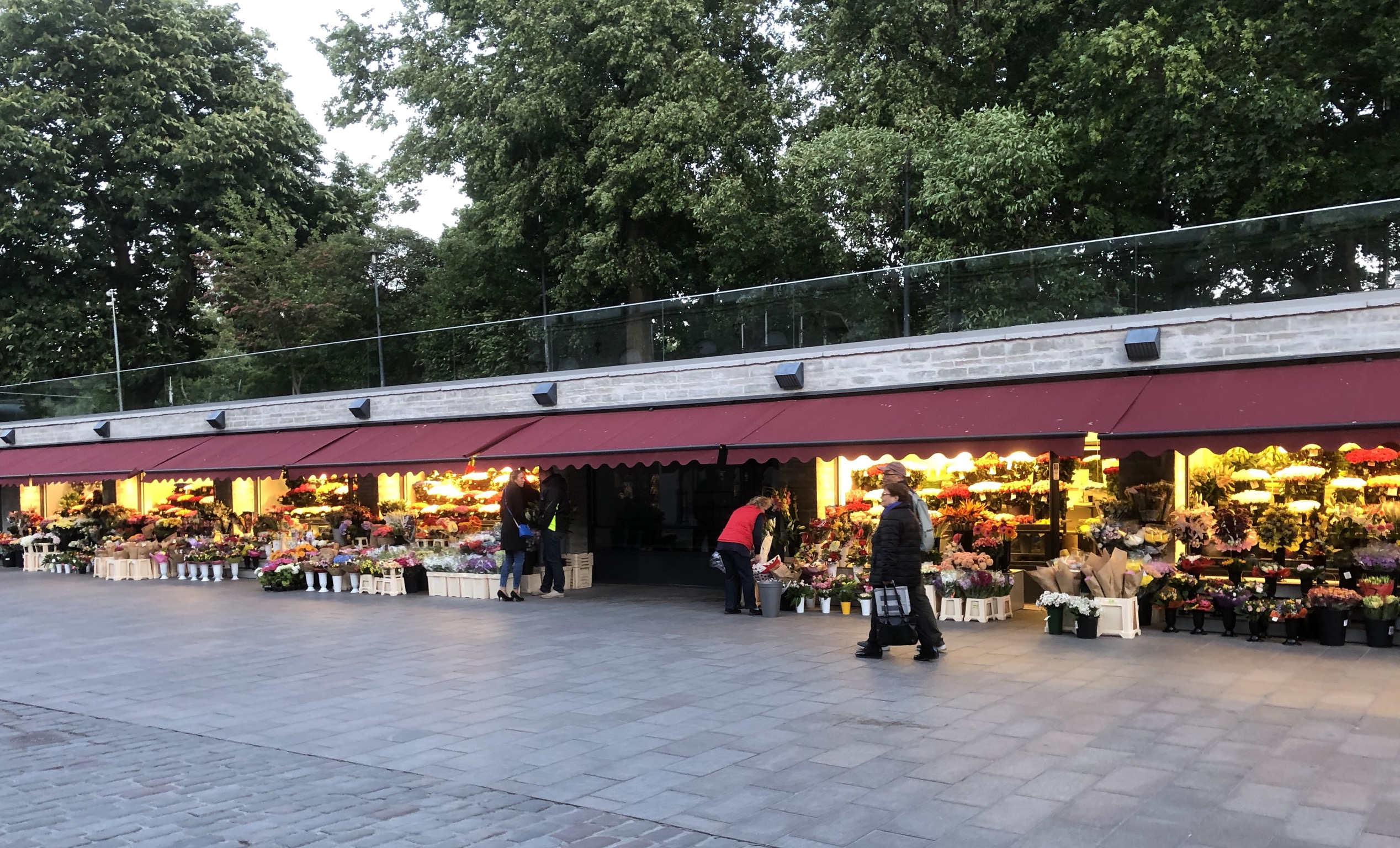
Blumenmarkt auf der Südseite am östlichen Ende

Die Lehmstraße (estnisch Viru tänav) ist eine Straße in der estnischen Hauptstadt Tallinn (deutsch Reval).

## Verlauf
Sie verläuft vom Russischen Markt (estnisch Viru väljak) über etwa 370 Meter in die Revaler Altstadt hinein, bis sie von Osten auf den Alten Markt (Vana turg) einmündet.
Nahe ihrem östlichen Ende befindet sich der Blumenmarkt der Stadt. Von Norden mündet dort die Gartenstraße (Aia tänav) ein. Südlich liegt die Grünanlage Kussberg (Musumägi). Westlich des Blumenmarkts durchquert die Lehmstraße die Lehmpforte der Revaler Stadtbefestigung. Unmittelbar hinter der Lehmpforte mündet von Süden her die Wallstraße (Valli tänav) und von Norden die Alte Lehmstraße (Vana-Viru tänav) ein. Danach kreuzt die Lemstraße die Mauerstraße (Müürivahe tänav). Kurz danach mündet von Süden die Badstubenstraße (Sauna tänav). Am westlichen Ende der Straße im Bereich der Einmündung auf den Alten Markt befindet sich das historische Kaufmannshaus Peppersack.

## Gestaltung und Geschichte
Die Lehmstraße gilt als eine der wichtigen Einkaufsstraßen der Stadt und ist Standort von Boutiquen, Souveniergeschäften, Restaurants und Nachtklubs. Ein größerer Komplex ist das Einkaufszentrum De La Gardie das im Jahr 2000 an der Stelle eines beim sowjetischen Luftangriff auf Reval im Jahr 1944 zerstörten Kaufhauses entstand. Der Name Lehmstraße geht auf im 14. Jahrhundert in diesem Bereich vor der Revaler Stadtmauer befindliche Lehmkuhlen zurück. Der estnische Name Viru nimmt Bezug auf die östlich der Stadt gelegene Landschaft Wierland (estnisch Virumaa). Nachdem 1888 die Toranlage der Lehmpforte weitgehend, bis auf Reste des Vortores, abgerissen worden waren, führte eine Pferdebahn durch die Lehmstraße.
Ab September 2015 wurde die Lehmstraße zur Fußgängerzone umgebaut. Zugleich wurde auch die Straßenbeleuchtung erneuert.